# Герлен

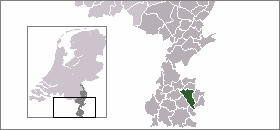
Розташування громади Герлен на карті Нідерландів

Герлен (нід. Heerlen, лімб. Heële) — місто та громада в Нідерландах.

## Географія
Місто Герлен розташоване на південному сході нідерландської провінції Лімбург, це — друге за величиною місто Лімбурга. Площа міста становить 45,5 км². Чисельність населення — 92 542 людини (на 1 січня 2005). Чисельність населення в міській агломерації Герлен — 220 000 осіб.
На північ від Герлена розташована природоохоронна зона «Брюнссюмер Гейде», на схід — нідерландські міста Ландграф та Керкраде, на південний схід — німецьке місто Аахен.

## Історія
Перше поселення на території громади належить до неолітичної Міхельсберзької культури (4400 — 3500 років до н. е..), у цілому нетиповою для Нідерландів. Додає унікальності цій знахідці на горі Схелсберг у Герлені той факт, що це найраніше поселення у країні, що мало зовнішні укріплення (земляний вал). Таким чином, можна зробити висновок, що людина живе на території Герлена вже не менше 6000 років.

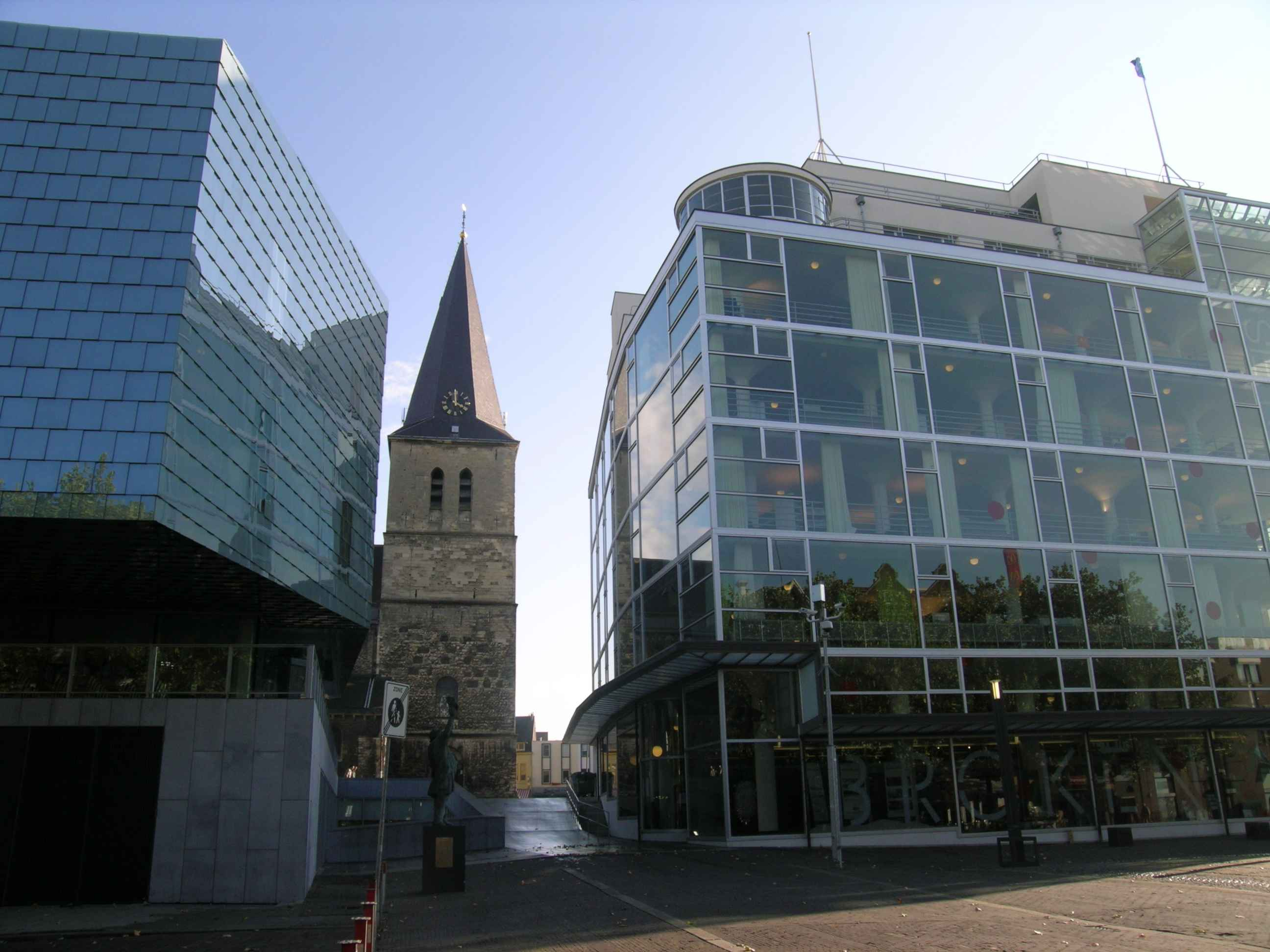
Вид на «Скляний Палац» та Сінт-Панкратіус

Історія нинішнього Герлена починається з приходу у ці місця на початку 1-го тисячоліття н. е. римлян, які розбили на території громади військовий табір Коріоваллум (Coriovallum) — на перехресті стратегічно важливих доріг на території провінції Германія (захід-схід та північ-південь): Булонь — Кельн та Ксантен — Трір. При сучасних археологічних розкопках у шарах, що належать до того часу, були відриті стіни римських будинків, зроблені численні знахідки. 1940 було були виявлено римські терми. 1977 року на їх основі було відкрито музей.
Після відходу римлян у IV столітті життя у стінах міста завмирає і до Х століття відомостей про Герлен немає. Що належить до Середньовіччя перша письмова згадка про Герлен за 1065 вказує на його приналежність до Льєзького єпископства. 1244 року місто переходить до герцогства Брабант. Під час Нідерландської революції і війни, що почалася за нею (1568–1648) між Іспанією та Сполученими провінціями Герлен кілька разів змінює господарів, поки 1661 року не затверджується за Нідерландами. У період з 1793 по 1814 належить Франції, у 1830–1839 роках — Бельгії, потім остаточно входить до складу королівства Нідерланди. Під час Другої світової війни був окупований німецькими військами (1940–1945).
1874 у районі Герлена були виявлені значні запаси кам'яного вугілля. 1896 року до міста була проведена перша залізнична лінія — на Герцогенрат (Німеччина), після чого почалася планомірна розробка вугільних родовищ (переважно за участю німецького капіталу). Внаслідок цієї діяльності у Герлені та околицях було відкрито кілька шахт, місто перетворилося на успішний промисловий центр. Після того, як внаслідок нової енергетичної політики нідерландського уряду відбувся перехід нідерландської промисловості з вугілля на природний газ і нафту, були закриті у 60-70-і роки ХХ століття всі шахти Герлена, і місто втратило до 1/3 своїх робочих місць.
У нинішньому вигляді місто Герлен утворене 1982 року, після об'єднання власне міста Герлен та містечка Гунсбрук.

## Пам'ятки
- музей «Римські терми»
- Національний гірничий музей
- «Скляний Палац» (Glaspaleis), архітектор Петер Шунка (1935)
- Церква Св. Панкратія (XII ст.)
- замок Терворм (XV ст.)

## Шахти Герлена
- «Ораньє Нассау І» (1899–1974)
- «Ораньє Нассау ІІІ» (1917–1973)
- «Ораньє Нассау ІV» (1927–1966)
- державна шахта «Емма» (1911–1973).